# Krajevna skupnost Silvira Tomasini
Krajevna skupnost Silvira Tomasini (krajše KS Silvira Tomasini) je bivša krajevna skupnost v Mariboru, ki je delovala med letoma 1978 in 1996. Obsegala je skrajno južni del mestnega naselja Tezno in Tezensko Dobravo. Ime je dobila po politični delavki in narodni herojinji Silviri Tomasini. KS je delovala v okviru občine Maribor-Tezno. Njen sedež se je nahajal na Panonski ulici 12, kjer je danes sedež Mestne četrti Tezno.

## Zgodovina
KS Silvira Tomasini je bila ustanovljena leta 1978 na podlagi izida referenduma o ustanovitvi novih KS na območju nekdanje KS Tezno. Prvotni sedež KS je bil na Ptujski cesti 198, leta 1981 se je KS preselila v nove prostore na Panonski ulici 12. Na podlagi Odloka o mestnih četrteh in krajevnih skupnosti v Mestni občini Maribor se je KS Silvira Tomasini, skupaj s KS Slava Klavora in KS Martin Konšak leta 1996 združila v enotno Mestno četrt Tezno. 

## Geografija
KS je pokrivala južni del mestnega naselja Tezno (južno od
Ulice heroja Nandeta) in celotno Tezensko Dobravo. Na severu je mejila na KS
Martin Konšak (meja je potekala po Ulici heroja Nandeta), na zahodu na občino Maribor-Tabor, na jugu na Miklavž in vzhodu
na Stražunski gozd, ki se je nahajal v občini Maribor-Pobrežje. Površina KS je
merila 405,5 ha.

## Prebivalstvo
KS je imela leta 1987 približno 4200 prebivalcev.